# Indonesia International 2023
Die Indonesia International 2023 im Badminton fanden vom 29. August bis zum 3. September 2023 unter dem Namen Xpora Indonesia International Challenge 2023 in Medan statt.

## Sieger und Platzierte
| Disziplin    | Gold                                            | Silber                                              | Bronze                                        |
| ------------ | ----------------------------------------------- | --------------------------------------------------- | --------------------------------------------- |
| Herreneinzel | Alwi Farhan                                     | Viren Nettasinghe                                   | Krishna Adi Nugraha                           |
| Herreneinzel | Alwi Farhan                                     | Viren Nettasinghe                                   | Tegar Sulistio                                |
| Dameneinzel  | Ester Nurumi Tri Wardoyo                        | Gabriela Meilani Moningka                           | Lalinrat Chaiwan                              |
| Dameneinzel  | Ester Nurumi Tri Wardoyo                        | Gabriela Meilani Moningka                           | Happy Lo Sin Yan                              |
| Herrendoppel | Berry Angriawan Rian Agung Saputro              | Sabar Karyaman Gutama Mohamed Reza Pahlevi Isfahani | Muh Putra Erwiansyah Patra Harapan Rindorindo |
| Herrendoppel | Berry Angriawan Rian Agung Saputro              | Sabar Karyaman Gutama Mohamed Reza Pahlevi Isfahani | Beh Chun Meng Goh Boon Zhe                    |
| Damendoppel  | Jesita Putri Miantoro Febi Setianingrum         | Velisha Christina Bernadine Anindya Wardana         | Anggia Shitta Awanda Putri Larasati           |
| Damendoppel  | Jesita Putri Miantoro Febi Setianingrum         | Velisha Christina Bernadine Anindya Wardana         | Ridya Aulia Fatasya Kelly Larissa             |
| Mixed        | Weeraphat Phakjarung Ornnicha Jongsathapornparn | Marwan Faza Jessica Maya Rismawardani               | Tanupat Viriyangkura Alisa Sapniti            |
| Mixed        | Weeraphat Phakjarung Ornnicha Jongsathapornparn | Marwan Faza Jessica Maya Rismawardani               | Yap Roy King Valeree Siow                     |